# Epicypta coheri
Epicypta coheri är en tvåvingeart som beskrevs av Lane 1954. Epicypta coheri ingår i släktet Epicypta och familjen svampmyggor. Inga underarter finns listade i Catalogue of Life.